# Callisto Festivalen
Callisto Festivalen er en børnefestival på Vestegnen. Børnefestivalen kalder sig Danmarks mindste festival og indeholder børnekultur og underholdning for de mindste børn.
Festivalen blev etableret  i 2005 af initiativtageren Carsten Junker, som stadig er talsmand for børnefestivalen. Callisto har udviklet sig til at blive en etableret kulturel begivenhed på Vestegnen i juni måned. I alle årene har Callisto Festivalen været arrangeret i Høje-Taastrup. 